# Modulex
A Modulex A/S é uma empresa da Dinamarca. Foi fundada em 1963 pelo LEGO Group e a associação entre ambas mantém-se até aos nossos dias. Está localizada em mais de 35 países, e em 40 localidades apenas nos Estados Unidos da América, como resultado de uma fusão, em 1993 com a Architectural Signage Solutions (ASI-Modulex). Atualmente, a Modulex é a maior empresa de sinalização arquitetônica do mundo.

## História
O primeiro produto foram modelos arquitetônicos para casas residenciais e planejamento de layout industrial. O conceito original de modelos arquitetônicos não sobreviveu uma vez que não atingiu as expectativas de vendas e, em 1965 o desenvolvimento de Quadros de Planejamento havia se transformado em um significativo sucesso de mercado. A demanda por este produto tornou-se maior e uma base sólida para desenvolvimento futuro foi criada. 
Em 1974, o primeiro sistema de sinalização designado como "Interior 10" foi lançado no mercado. Constituía-se num sistema altamente flexível, que recebeu o Prémio ID (concedido a Design Inovador). Muitas mudanças e melhorias incorporadas ao "Interior 10" permitiram o desenvolvimento das múltiplas famílias distintas que existem hoje.
Em 1984 surgiu uma nova unidade de negócios para a Modulex, com foco na utilização de sinalação tecnológica. O desenvolvimento de um novo produto com base no "Interior 10", denominado "SDE 700" teve lugar. A partir de então, os diversos desenvolvimentos ocorridos no campo da sinalização eletrônica conduziram ao produto "Ariadne" atualmente disponível. 
O ano de 1992 assistiu a uma mudança nas necessidades de sinalização, dando lugar a um estilo de sinalização conhecido como "Paperflex". Este novo sistema permitia a páginas geradas por computador serem inseridas em um sinal, permitindo mudanças e atualizações de modo muito fácil.
Com quase quarenta anos de experiência no desenvolvimento de soluções de informação e comunicação para todos os tipos de ambientes (escritórios, hospitais, tribunais, Educação, Administração Pública e outros), a Modulex é hoje uma autoridade internacional na concepção e gestão de sistemas de informação e sinalização.

## Características
Com base em testes rigorosos para garantir a qualidade dos seus produtos, a empresa possui certificado ISO 9001. O processo de fabricação localiza-se inteiramente na sua sede em Billund, na Dinamarca. Todos os produtos são padronizados e podem ser replicadas com 100% de precisão nas cores, devido à sua maquinária e processo de pintura únicos. 
Os desenhos são todos baseados em um conceito de módulo, onde com qualquer número de "módulos" pode fazer-se qualquer sinal, permitindo completa flexibilidade. Os usuários podem utilizar-se deste sistema de módulos para atender quaisquer necessidades. Isso torna a utilização destes sinais em situações de busca de caminhos, altamente amigável.